# إدي جولدنبيرج
إدي جولدنبيرج هو محامي كندي، ولد في 1948 في مونتريال في كندا.